# Ігнатій Хамбрез

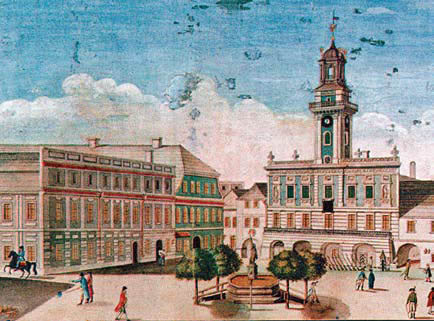
Ратуша в Цешині, вигляд до перебудови. Спроектована Ігнатієм Хамбрезом. Акварель Хамбреза бл. 1800 року.

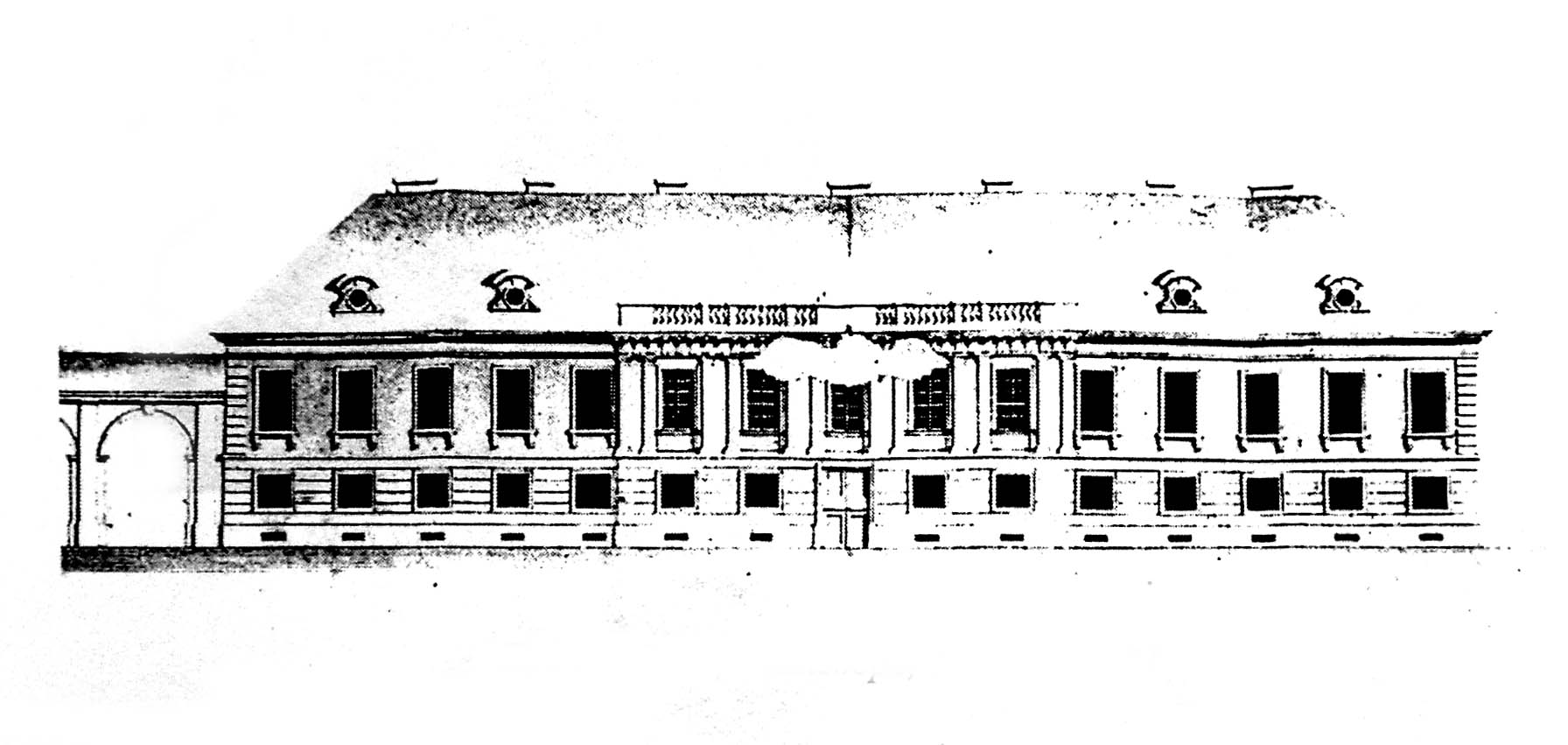
Палац Потоцьких у Львові. Проект 1822 року.

Ігнатій Хамбрез або Іняс Шамбре (чеськ. Ignác Chambrez, 31 липня 1758 Голешов — 1835 або 1844–1845) — архітектор, живописець, мистецтвознавець, педагог.

## Біографія
Народився 31 липня 1758 року в Голешові, що у нинішній Чехії (поширеною є хибна версія про народження 1752 року). Навчався у свого батька живописця Яна Хамбреза, а пізніше — у Яна Штурма. У 1776–1783 роках відвідав Австрію, Німеччину, Францію, Італію. 5 жовтня 1784 року в Цешині одружився з Терезою, донькою будівничого Юзефа Драхного. 1792 року оселився в Цешині, де 7 липня 1792 року отримав посаду вчителя рисунку в місцевій школі. Одночасно виконував обов'язки міського радника з будівництва.
1803 року призначений викладачем рисунку нормальної школи у Кракові. Від 1807 року був професором надзвичайним філософського факультету Краківського університету. Викладав архітектуру та рисунок. Відомо, що того ж року відкинув запрошення із Львівського університету обійняти посаду професора архітектури. З невідомих причин 1810 року покинув викладання в університеті і став учителем рисунку та архітектури у краківській школі св. Барбари. У краківський період ймовірно провадив будівельну діяльність, деталі якої невідомі.
1812 року оселився у Львові. 1814 року очолив щойностворену кафедру «вищого будівництва» у Львівському університеті (тоді, певний час заклад мав статус ліцею). 1818 безуспішно намагався отримати статус «професора звичайного». Викладав курс архітектури, а також будівництва мостів та доріг. неодноразово виїздив за кордон для підвищення кваліфікації. У педагогічній діяльності застосовував ідеї Віньоли, Міліція, Шемерля. Видав ряд друкованих праць, задуманих як фахові підручники з архітектури, котрі однак офіційно не затверджено. 1834 року вийшов на пенсію. Відзначення золотою медаллю Львівського університету, не відбулось через смерть Хамбреза наступного, 1835 року (ймовірно в Брно, куди планував виїхати). Існує також версія про смерть Хамбреза у Львові близько 1844–1845 років. Протягом усього часу родина Хамбреза перебувала в Цешині, за винятком сина Леопольда, про якого відомо, що у 1844 році проживав у Львові.
Свої ранні споруди проектував у стилі бароко з елементами класицизму, пізніше перейшов повністю до стилістики класицизму, зокрема бідермаєру. Займався живописом. В Цешинському музеї зберігається акварель із зображенням площі Ринок в Цешині (1800) і краєвид Цешина (1802). Проживаючи там же в Цешині Хамбрез малював портрети міщан, шляхти, духовенства. Виконав ряд образів для костелів у Яблонкові, Конській, Рудоковах, Ростіні, Мікуличах і Поломиї. Був членом-кореспондентом Моравсько-сілезького аграрного товариства.
Видані друком праці
- Nachlass eines maehrischen Kiinstlers zur Belehrung seiner Sóhne (Краків, 1807). Описання подорожі до Франції, Німеччини та Італії.
- Betrachtungen über den Charakter der Gebäude und die darauf anzubringenden architektonischen Verzierungen (Відень, двічі у 1807 i 1808).
- Versuch eines architektonischen Katechismus (Львів, 1821).
- Kurzer und fassl. Anweis zum Selbstunterricht für Landmaurermeister (Брно, 1822).

Будівлі
- Ратуша в Цешині в стилі бароко з елементами класицизму. Збудована 1800 року. Сьогоднішній вигляд відрізняється від початкового внаслідок кількох перебудов.
- Католицька гімназія в Цешині (1802).
- Перебудова корпусу Львівського університету (1826–1828).
- Перебудова львівського арсеналу Сенявських на бібліотеку.
- Стара будівля палацу Потоцьких у Львові, розібрана на початку 1860-х. Вигляд палацу відомий зі збереженого проекту 1822 року.[5]
- Будинок Юзефа Кілана, зведений 1828 року на вулиці Зеленій, 25-27 у Львові. Авторство Хамбреза припускає львівський мистецтвознавець Юрій Бірюльов.[6]
- Житловий будинок на вулиці Князя Романа, 24 у Львові. Збудований у 1829–1830 роках. Юрій Бірюльов припускає, що автором міг бути Фридерик Бауман, або Ігнатій Хамбрез.[7]